# Dobra kultury
Dobra kultury (niem. Kulturgüter, ang. cultural resources) lub (w węższym znaczeniu nieobejmującym dóbr kultury i dzieł sztuki współczesnej) obiekty dziedzictwa kulturowego (ang. heritage assets lub ang. cultural heritage items, natomiast pojęcie cultural property oznacza ich materialną podgrupę - zabytki) – termin ten obejmuje wszystkie obiekty materialnego i niematerialnego dorobku danej kultury, w tym:
- rzeczy materialne (zabytki),
- dobra niematerialne takie jak język, zwyczaje czy zachowania i zjawiska religijne i etyczne.

Niektórzy uczeni dokonują podziału dóbr kultury na:
- instrumentalne (pośrednie), które stanowią środki do osiągania innych dóbr,
- autoteliczne (bezpośrednie), które są celem samym w sobie.

Dane dobro może spełniać obie te funkcje, np. wykształcenie można uznać zarówno za cel sam w sobie, jak i środek do osiągnięcia kariery, czy prestiżu.

## Podział obiektów dziedzictwa kulturowego

### Obiekty dziedzictwa kultury materialnej (zabytki)
Zabytkiem (obiektem dziedzictwa kultury materialnej) jest każdy przedmiot ruchomy lub nieruchomy, dawny lub współczesny, mający znaczenie dla dziedzictwa i rozwoju kulturowego ze względu na wartość historyczna lub artystyczną. Zabytki dzielą się na ruchome (obrazy, rzeźby itp.) i nieruchome (cmentarze, pola bitewne itp.).

### Obiektydziedzictwa kultury niematerialnej
Obiekty dziedzictwa kultury niematerialnej obejmują język (ustawa o języku polskim do dóbr kultury zalicza język polski), dzieła literackie i muzyczne (ale nie rękopisy lub egzemplarze ich dawnych lub rzadkich wydań, zaliczane do zabytków), folklor niematerialny, taniec, usługi, zwyczaje czy zachowania i zjawiska religijne i etyczne, z zakresu postaw, idei, doktryn, czy świadomości ludzkiej.